# Volvo B54
Volvo B54 — шасси, на котором строили свои автобусы различные автопроизводители, выпускаемое шведским автопроизводителем Volvo Bussar в период с 1966 по 1971 год.

## История
Первый прототип появился в 1966 году. Двигатель был установлен над передней осью для уменьшения нагрузки.
В 1971 году на смену шасси Volvo B54 пришло шасси Volvo B57, а затем началось производство шасси Volvo B609, длившееся с 1976 по 1987 год. Всего было построено 533 шасси, поскольку у компании Volvo Bussar не было времени модерировать модель.